# ليندا هاورد
ليندا هاورد (بالإنجليزية: Linda Howard)‏ (3 أغسطس 1950، ألاباما في الولايات المتحدة)؛ كاتِبة وروائية أمريكية.

## روابط خارجية
- ليندا هاورد على موقع IMDb (الإنجليزية)
- ليندا هاورد على موقع قاعدة بيانات الفيلم (الإنجليزية)